# Previsione meteorologica

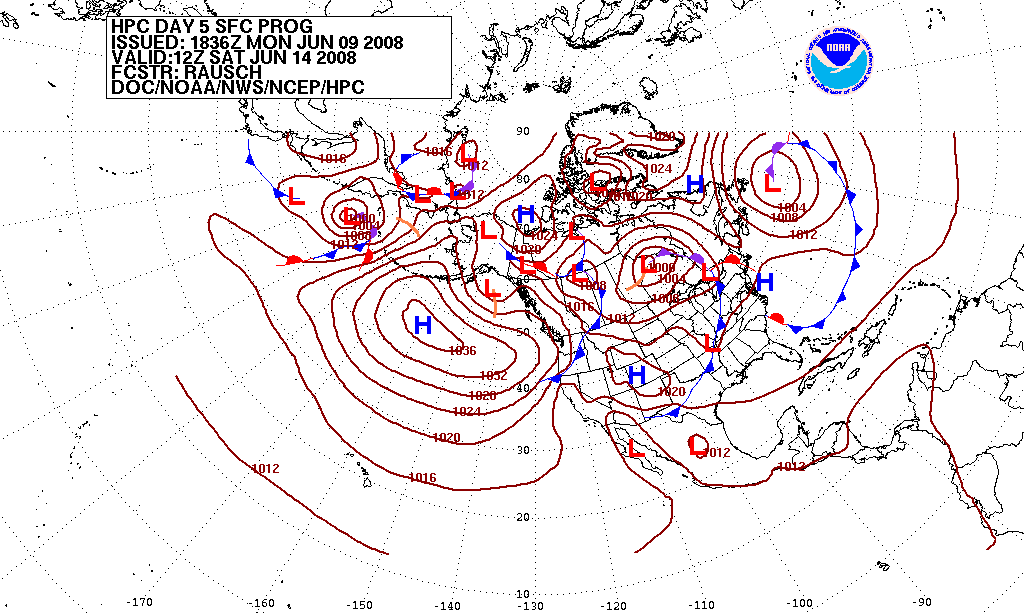
Previsione delle pressioni superficiali a cinque giorni nel futuro per l'Oceano Pacifico settentrionale, il Nord America e l'Oceano Atlantico settentrionale

In meteorologia la previsione meteorologica o previsione del tempo è l'applicazione delle conoscenze della scienza atmosferica e della tecnologia per prevedere lo stato dell'atmosfera (tempo atmosferico) in un tempo futuro ed in una data località. Gli esseri umani tentano di predire il tempo informalmente da millenni, e formalmente almeno dal XIX secolo. La previsione meteo si effettua a partire dalla raccolta di dati quantitativi sullo stato attuale dell'atmosfera (situazione), utilizzando poi la comprensione scientifica dei processi atmosferici per stimare l'evoluzione dell'atmosfera (prognosi) secondo varie possibili tecniche.

## Storia

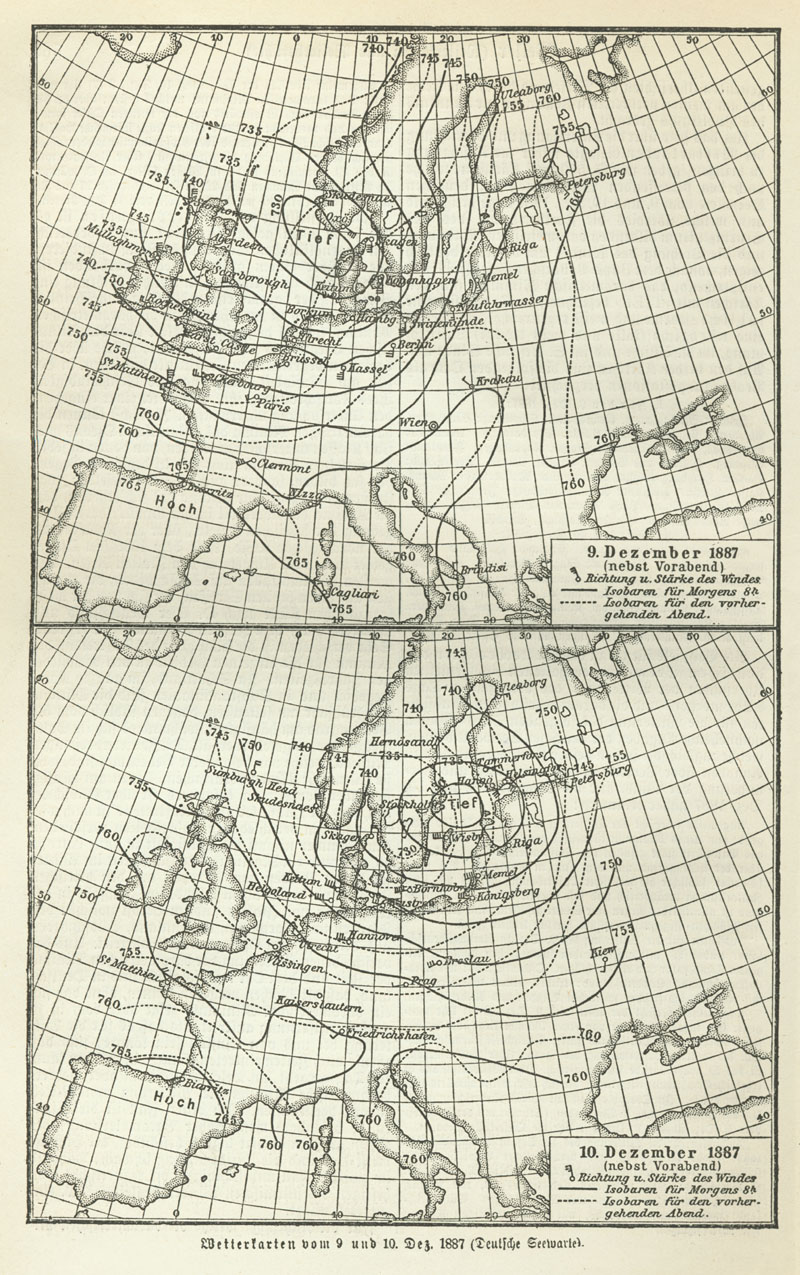
Cartina meteorologica dell'Europa, 10 dicembre 1887.

Da millenni gli uomini tentano di prevedere il tempo. Nel 650 a.C., i Babilonesi predicevano il tempo dalle forme delle nuvole, come anche dall'astrologia, detta nello specifico meteorologica. Nel 340 a.C. circa, Aristotele descrisse le forme meteorologiche in Meteorologica. In seguito, Teofrasto compilò un libro sulle previsioni del tempo, chiamato il Libro dei Segni. La tradizione culturale cinese delle predizioni del tempo risale almeno al 300 a.C., che era anche lo stesso periodo intorno al quale gli antichi astronomi indiani svilupparono i loro metodi di predizione del tempo.
Nel 904 d.C., l'Agricoltura nabatea dell'arabo Ibn Wahshiyya discusse la previsione del tempo dei mutamenti e dei segni atmosferici attraverso le alterazioni astrali planetarie, i segni della pioggia basati sull'osservazione delle fasi lunari e le previsioni del tempo basate sul movimento dei venti. Nel Medioevo ai tempestarii veniva attribuita la capacità non solo di prevedere, ma anche di provocare i cambiamenti del tempo.
Gli antichi metodi di previsione meteorologica facevano di solito affidamento sulle forme osservate degli eventi, sistema definito anche riconoscimento delle forme. Ad esempio, si poteva osservare che se il tramonto era particolarmente rosso, il giorno seguente spesso portava bel tempo. Questa esperienza si accumulava lungo le generazioni per produrre la tradizione popolare della meteorologia, conosciuta anche come meteorognostica. Tuttavia, non tutte queste previsioni si rivelano affidabili, e da allora si è trovato che molte di esse non reggono ad un rigoroso esame statistico.
Fu solo con l'invenzione del telegrafo elettrico nel 1835 che iniziò l'era moderna delle previsioni meteorologiche. Prima di questo periodo, non era stato possibile trasmettere informazioni sullo stato attuale del tempo più velocemente di un treno a vapore (il mezzo di trasporto più rapido dell'epoca). Verso la fine degli anni 1840, il telegrafo permise ai bollettini delle condizioni meteo di una vasta area di essere ricevuti quasi istantaneamente. Questo ad esempio era di grande aiuto per la navigazione, perché consentiva di fare le previsioni sapendo quali erano le condizioni meteorologiche quando si era ancora sopravento.
I due uomini ai quali è maggiormente attribuita la nascita della previsione meteorologica come scienza furono Francis Beaufort (ricordato principalmente per la scala di Beaufort) ed il suo protetto Robert Fitzroy (ideatore del barometro di Fitzroy). Entrambi furono uomini influenti nei circoli navali e governativi britannici, e sebbene ridicolizzati dalla stampa dell'epoca, il loro lavoro ottenne credito scientifico, fu accettato dalla Royal Navy e formò la base per tutta l'odierna conoscenza delle previsioni meteorologiche. Per trasmettere le informazioni accuratamente, divenne necessario disporre un vocabolario uniforme che descrivesse le nuvole; ciò fu ottenuto per mezzo di una serie di classificazioni e, negli anni 1890, mediante "atlanti delle nuvole" illustrati.
Le previsioni del tempo apparvero per la prima volta su di un quotidiano il 1º agosto 1861, sul Times.
Grandi progressi furono fatti nella scienza della meteorologia durante il XX secolo. La possibilità della predizione numerica del tempo fu proposta da Lewis Fry Richardson nel 1922, anche se non esistevano i computer per completare il vasto numero di calcoli richiesti per produrre una previsione prima che l'evento accadesse. L'uso pratico della previsione meteorologica numerica cominciò nel 1955, spronato dallo sviluppo dei computer elettronici programmabili.

## Descrizione

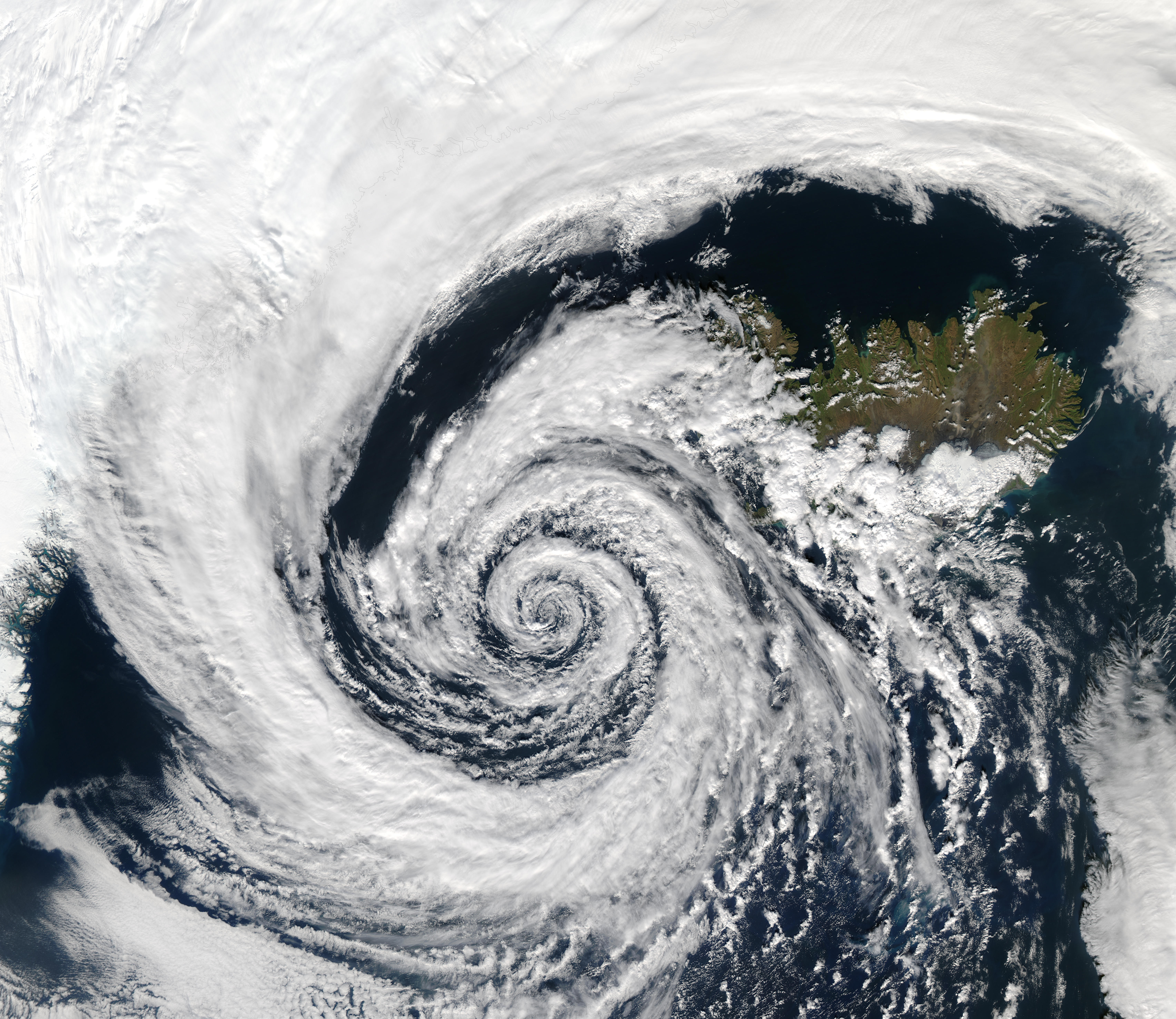
Depressione d'Islanda

Mentre una volta le previsioni del tempo rappresentavano uno sforzo interamente umano, basato principalmente sull'osservazione dei cambiamenti della pressione barometrica, delle condizioni attuali del tempo e della condizione del cielo, ora per determinare le condizioni future si usano diffusamente modelli di previsione matematici. L'input umano è ancora richiesto per selezionare il miglior modello di previsione sul quale basare la previsione stessa, il che implica capacità di riconoscimento degli schemi, teleconnessioni, conoscenza delle prestazioni e delle distorsioni dei modelli.
La natura intrinsecamente caotica dell'atmosfera, espressa nelle sue equazioni differenziali non lineari che ne descrivono il comportamento, la massiccia potenza computazionale richiesta per risolvere tali equazioni, l'errore inevitabile implicato nel misurare le condizioni iniziali ed una comprensione incompleta dei processi atmosferici implicano che le previsioni divengano meno accurate quando aumenta l'intervallo temporale della previsione cioè la differenza fra il tempo attuale e quello per il quale viene fatta/richiesta la previsione (l'intervallo della previsione). Viceversa la previsione meteo migliora progressivamente ovvero diviene più affidabile allorché si approssima l'evento. L'uso della cosiddetta previsione per insiemi (ensemble forecasting) e del consenso tra i modelli aiuta a restringere l'errore e a selezionare l'esito più probabile.
Ci sono vari usi finali per le previsioni meteorologiche, principalmente a scopo di pubblica sicurezza ed economici. Gli avvisi/allerte meteo sono importanti in quanto aiutano a proteggere vite umane e beni delle persone. Le previsioni relative all'andamento della temperatura e delle precipitazioni sono essenziali per l'agricoltura, e quindi per gli operatori dei mercati delle derrate. Le previsioni sulla temperatura sono utilizzate dalle società di servizi pubblici per stimare la domanda nei giorni venturi. Nella vita quotidiana, la gente si serve delle previsioni del tempo per decidere che cosa indossare in un dato giorno. Poiché le attività all'aperto sono gravemente limitate dalla forte pioggia eccessiva, dalla neve e dalla temperatura rigida, le previsioni si possono utilizzare per pianificare le attività intorno a questi eventi, nonché per anticiparli e superarli.

### Parametri di previsione
Una previsione può dirsi completa se fornisce una stima dei seguenti parametri atmosferici in linea con la definizione di tempo atmosferico:
- temperatura
- nuvolosità
- precipitazioni
- vento
- umidità

### Tipi di previsioni

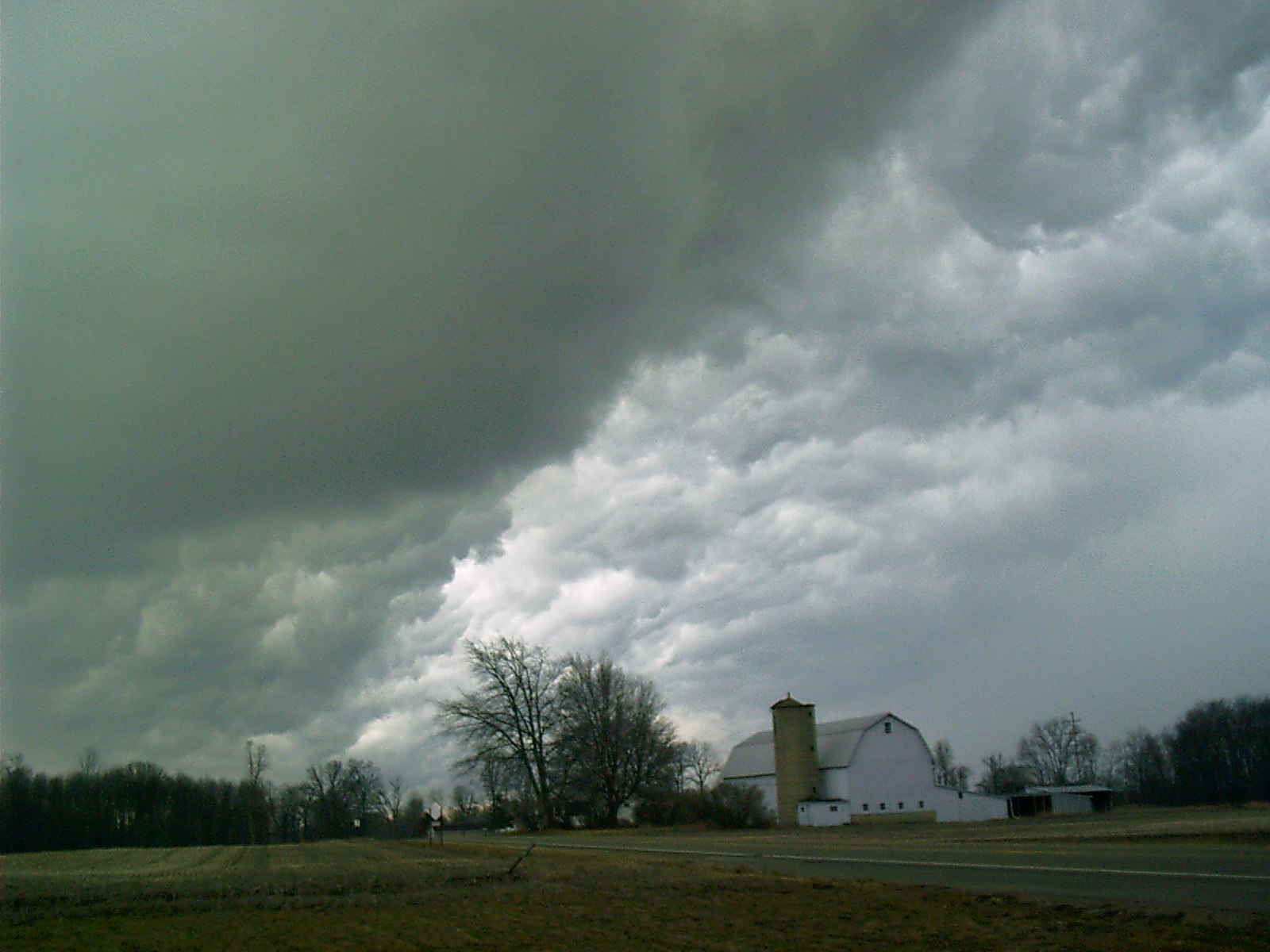
Cielo nuvoloso all'approssimarsi di un rovescio temporalesco con grandine

Le previsioni meteo si dividono a seconda dell'area geografica e dell'intervallo temporale di prognosi. A seconda della dimensione dell'area considerata si dividono in ordine crescente in:
- locali
- regionali
- nazionali
- continentali
- globali

A seconda dell'intervallo temporale di prognosi si distinguono previsioni:
- nowcasting (meno di 6 ore)
- a breve termine (1-5 giorni)
- a medio termine (1-3 settimane)
- a lungo termine (1 mese); si appoggiano su analisi teleconnettive offrendo scenari probabili di tendenza
- stagionali (1-6 mesi), che si occupano di prevedere l'andamento generale dei fattori climatici piuttosto che fornire informazioni su singoli eventi.

## Tecniche di previsione

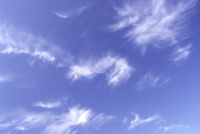
Il cirro a coda di cavallo mostra umidità ad altezza elevata, segnalando il successivo arrivo di tempo umido (ad es. Fronte caldo).

### Osservazione del cielo
L'uso della condizione del cielo è uno dei più importanti parametri meteorologici che possono essere utilizzati per prevedere il tempo in aree montuose. L'ispessimento della copertura nuvolosa o l'invasione di un banco di nubi più elevato è indicativo dell'approssimarsi di un fronte meteorologico con possibile pioggia nell'immediato futuro. La nebbia del mattino preannuncia buone condizioni, poiché le condizioni piovose sono precedute da vento o da nuvole che impediscono invece la formazione di nebbia. L'avvicinamento di una linea di temporali potrebbe indicare l'avvicinamento di un fronte freddo. I cieli liberi da nuvole sono indicativi di bel tempo per l'immediato futuro. L'uso della copertura del cielo nella previsione del tempo ha prodotto in materia varie tradizioni popolari nel corso dei secoli.

### Uso del barometro e/o del radar meteorologico

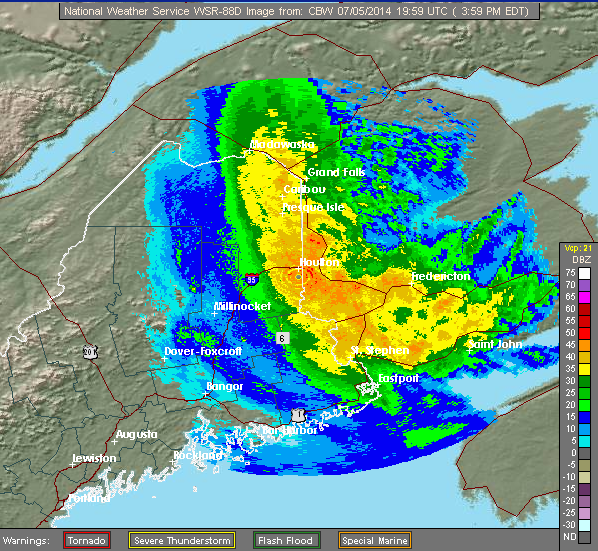
Immagine del radar meteorologico su un'area di precipitazione atmosferica

La conoscenza della pressione barometrica e della sua tendenza (cioè il cambiamento della pressione nel tempo) tramite barometro si usa nelle previsioni sin dalla fine del XIX secolo. Più grande il cambiamento della pressione, specialmente se superiore a 3,5 hPa (0,10 inHg), più grande il cambiamento del tempo che ci si può aspettare. Se il calo di pressione è rapido, si sta avvicinando un sistema di bassa pressione e c'è una maggiore probabilità di pioggia. I rapidi aumenti di pressione sono associati a miglioramenti delle condizioni meteorologiche, come cieli in fase di schiarita.
L'uso del radar meteorologico consente invece di monitorare in tempo reale e a breve scadenza la presenza e lo spostamento sul territorio di aree di precipitazioni atmosferiche con la loro rispettiva intensità.

### Persistenza e compensazione
Il metodo più semplice di prevedere il tempo, la persistenza, fa affidamento sulle condizioni di oggi per prevedere le condizioni di domani. Questo può essere un valido metodo di prevedere il tempo quando lo stato è stazionario, come durante la stagione estiva ai tropici. Questo metodo di previsione dipende fortemente dalla presenza di uno schema meteorologico stagnante. Può essere utile sia nelle previsioni a breve termine che in quelle a lungo termine. Su previsioni empiriche a più lunga scadenza (es. stagionali/climatiche) può valere o essere utile invece un'altra legge empirica della meteorologia che è la legge della compensazione che tende invece a riequilibrare situazioni di persistenza atmosferiche.

### Tecnica analogica

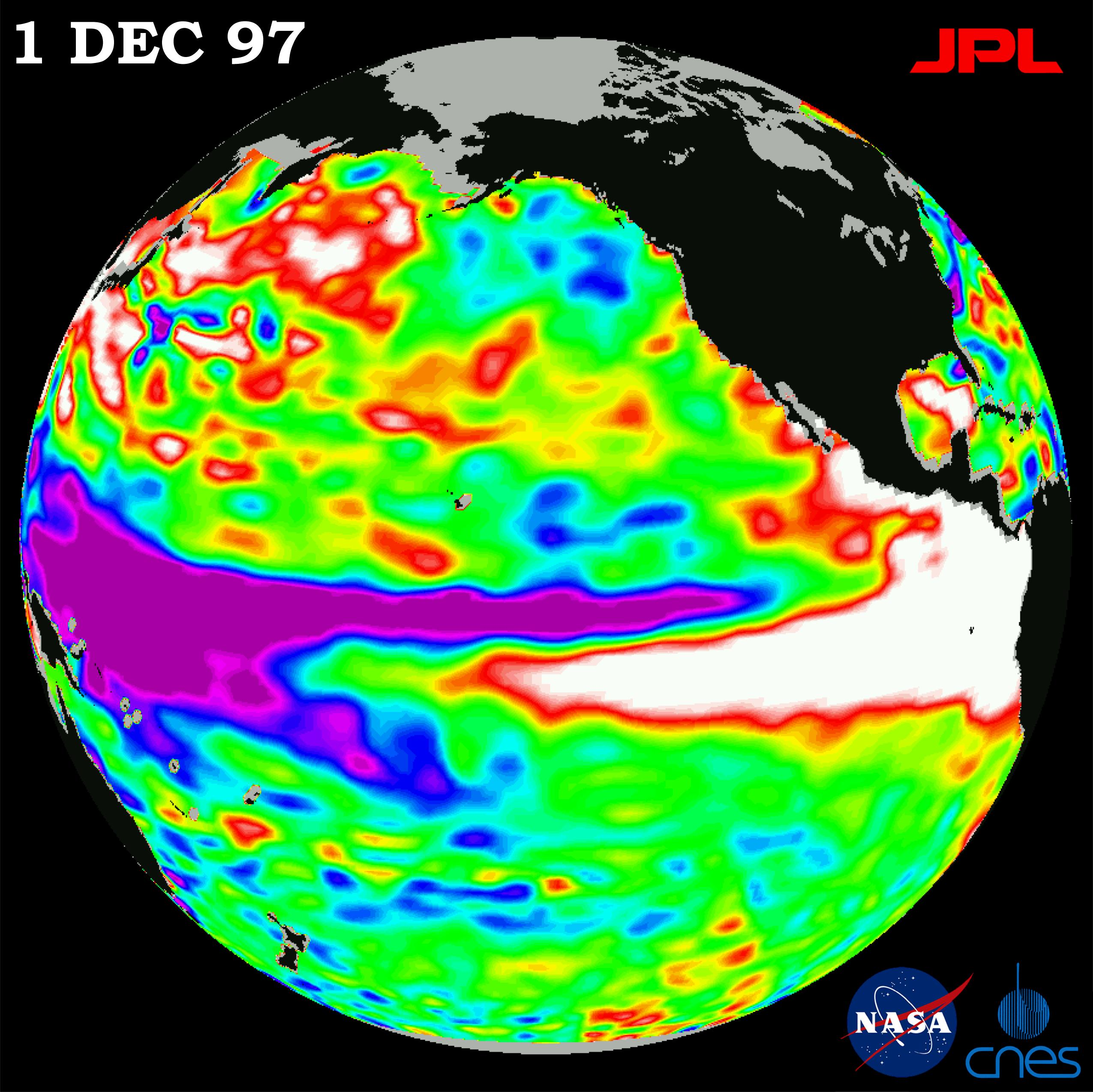
El Niño è un fenomeno meteo-climatico che può avere ripercussioni globali a livello meteorologico e climatico

La tecnica analogica è un modo complesso di fare una previsione, che richiede che chi prevede ricordi un precedente evento meteorologico che ci si aspetta sarà imitato da un evento successivo. 
Ciò che la rende una tecnica difficile da usare è che raramente c'è un perfetto analogo per un evento del futuro. Alcuni chiamano questo tipo di previsione riconoscimento delle forme. Rimane un metodo utile per osservare le precipitazioni piovose su zone carenti di dati come gli oceani, come pure per la previsione dei livelli e della distribuzione delle precipitazioni nel futuro. 
Una simile tecnica è usata nella previsione a medio termine, che è nota come teleconnessioni, quando sistemi in altre località si usano per aiutare a spiegare in modo chiaro le condizioni presso la località di un altro sistema all'interno del regime circostante. Un esempio di teleconnessioni è l'utilizzo di fenomeni collegati a El Niño-Oscillazione Meridionale (El Niño-Southern Oscillation, ENSO).

### Uso dei modelli di previsione
Nel passato, l'uomo che faceva le previsioni, il previsore, era responsabile di produrre l'intera previsione meteorologica basandosi sulle osservazioni disponibili con risultati comunque approssimativi e più limitati nel tempo. Oggi, l'input umano è generalmente confinato alla scelta di un modello basato su vari parametri, come le distorsioni e le prestazioni del modello stesso, con metodologie scientificamente più rigorose e risultati via via sempre più accurati e precisi. Usare un consenso di modelli di previsione, nonché elementi degli insiemi dei vari modelli, può infatti aiutare a ridurre l'errore delle previsioni.
Tuttavia, indipendentemente da quanto piccolo l'errore medio divenga con qualunque singolo sistema, grandi errori all'interno di qualsiasi stima particolare sono ancora possibili nell'esecuzione di qualunque modello dato. Ai previsori si chiede di tradurre i dati del modello in previsioni meteorologiche che siano comprensibili per l'utente finale eventualmente adattandole alla particolare situazione locale: questi possono infatti usare la conoscenza di effetti locali che spesso risultano di dimensione troppo ridotta/limitata per essere risolti dal modello, aggiungendo così informazioni alla previsione. Anche se l'aumento dell'accuratezza dei modelli di previsione implica che ad un certo punto nel futuro potrebbe non esservi più bisogno di previsori nel processo di previsione, attualmente vi è ancora necessità dell'intervento umano.

## Dai dati, al modello e alla previsione

### Premessa
Sintetizzando e semplificando l'argomento, si può osservare che, in generale, sono due gli approcci previsionali:
- deterministico. È quello utilizzato per le previsioni sul brevissimo termine (sino a 2-3 giorni), caratterizzato da elevati livelli di affidabilità e di convergenza locale (cioè la previsione specifica per una singola piccola area geografica);
- probabilistico. È quello sostanzialmente desunto dai modelli di calcolo predittivo (infatti quello probabilistico è anche denominato approccio modellistico) eseguito da potenti computer, impiegato per realizzare le previsioni del medio periodo (4-10 gg) ovvero stimare la tendenza mediante complessi modelli numerici (calcolo delle equazioni che descrivono la fisica dell'atmosfera), il cui grado di attendibilità diminuisce drasticamente al crescere dell'intervallo temporale futuro. È significativo unicamente per desumere il cosiddetto segnale dominante (della dinamica atmosferica per un determinato intervallo temporale futuro) su una scala geografica molto ampia (porzioni di continente). Con l'aumentare dell'area geografica selezionata e della distanza temporale assunta nell'indagine, aumenta considerevolmente il rumore del calcolo e di conseguenza diminuisce di molto la probabilità di accadimento della previsione formulata. Inoltre, il calcolo offre una serie (pattern) di soluzioni ovvero di previsioni, ciascuna dotata di un determinato livello di probabilità nel tempo (spaghetti chart, ogni previsione si chiama run cioè corsa o giro) che corrisponde all'incertezza dell'ipotesi meteo. Se il meteorologo sceglie, in sede di analisi previsionale, per qualche motivo, la corsa meno probabile è ovvio che l'errore di stima sarà più alto e, di conseguenza, la possibilità che la previsione si riveli errata, anche di molto. Più l'orizzonte temporale è lontano, più questo procedimento è naturalmente affetto da errori probabilistici.

Non è raro, specie in aree molto complesse per l'esistenza di tanti e diversi fattori condizionanti, che la previsione deterministica aggiornata smentisca parzialmente o totalmente quelle probabilistiche che erano state emesse 10-12 giorni prima (cioè il risultato dei successivi ricalcoli). Una previsione meteorologica seria (ovvero basata su una solida base scientifica), quando è a 4-5 giorni e oltre, deve usare sempre il condizionale mai l'indicativo (o ricorrere ad avverbi e aggettivi con simile effetto) perché si tratta di stime affette da un certo valore di incertezza (probabilità) che aumenta più che linearmente all'aumentare della distanza temporale. Solo le previsioni deterministiche ovvero quelle sul brevissimo-breve termine hanno piccoli valori di incertezza.
Rimane sempre la netta differenza tra meteo e clima: il clima è il comportamento meteo ricavabile dalla media delle condizioni (parametri) di almeno 3 decenni per una specifica area geografica sufficientemente ampia. Le variazioni delle condizioni meteo (anche analoghe e ripetitive negli anni) che si succedono su una scala temporale breve non appartengono al dominio del clima.

### Raccolta dei dati

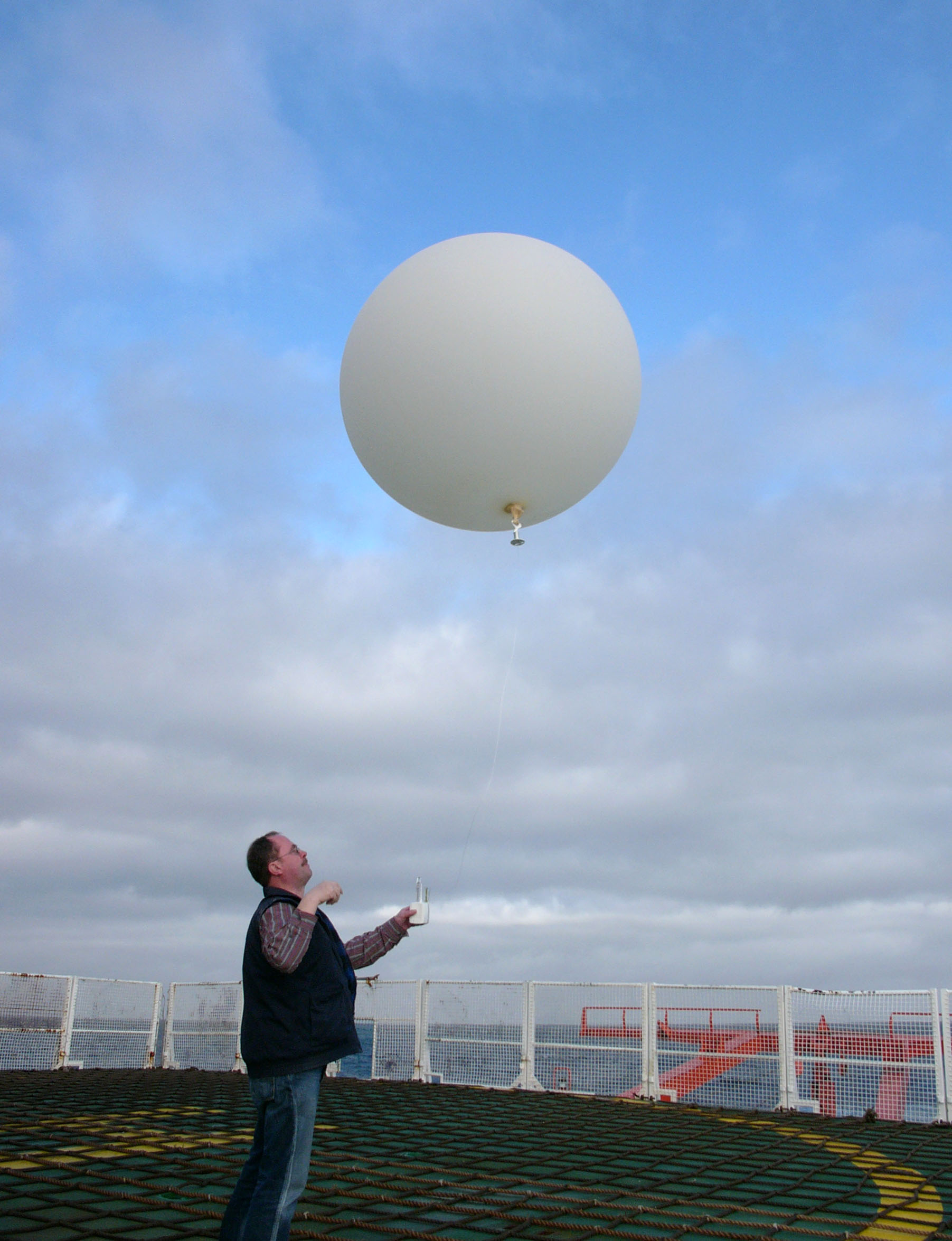
Esempio di radiosondaggi

Le osservazioni meteorologiche di superficie dei parametri atmosferici quali pressione atmosferica, temperatura, velocità e direzione del vento, umidità e precipitazioni per ricavare i dati iniziali sullo stato atmosferico sono effettuate vicino alla superficie terrestre da osservatori addestrati, da stazioni automatiche selezionate o da boe. L'Organizzazione Meteorologica Mondiale opera per standardizzare la strumentazione, le pratiche osservative e la tempistica di queste osservazioni in tutto il mondo. Le stazioni riferiscono o ogni ora nei rapporti METAR, oppure ogni sei ore nei rapporti SYNOP.
Le misure della temperatura, dell'umidità e del vento al di sopra della superficie terrestre si effettuano lanciando radiosonde su palloni sonda. I dati si ottengono solitamente da vicino alla superficie fino al centro della stratosfera, a circa 21 km (13 mi). In anni recenti, anche i dati trasmessi dagli aeroplani commerciali attraverso il sistema Aircraft Meteorological Data Relay (AMDAR, "Rilevamento dei dati meteorologici per mezzo di aeroplani") sono stati incorporati nell'osservazione degli strati superiori dell'aria, in primo luogo nei modelli numerici.
Sempre di più, vengono usati i dati dei satelliti meteorologici per la loro copertura quasi globale. Anche se le loro immagini alla luce visibile sono molto utili per i meteorologi per vedere lo sviluppo delle nubi, poche di queste informazioni possono essere usate dai modelli numerici di previsione meteorologica. I dati all'infrarosso (IR), tuttavia, possono essere utilizzati perché danno informazioni sulla temperatura alla superficie e in cima alle nubi. Anche le singole nuvole possono essere tracciate da un momento a quello successivo per fornire informazioni sulla direzione e sulla forza del vento al livello del movimento dei sistemi nuvolosi. Sia i satelliti polari che quelli geostazionari forniscono scandagliamenti della temperatura e dell'umidità per tutta la profondità dell'atmosfera. In confronto a dati simili forniti dalle radiosonde, i dati dei satelliti hanno il vantaggio della copertura globale, sebbene con un'accuratezza ed una risoluzione inferiore.
I radar meteorologici forniscono informazioni sull'ubicazione e l'intensità delle precipitazioni, che possono essere usate per stimare l'accumulo delle precipitazioni nel tempo. In aggiunta, se si usa un radar meteorologico Doppler a impulsi, allora si possono determinare la velocità e la direzione del vento (SODAR).

### Assimilazione e analisi dei dati
Durante il processo di assimilazione dei dati, le informazioni ottenute dall'osservazione sono utilizzate in congiunzione con la previsione più recente di un modello numerico elaborata per il momento in cui sono state fatte le osservazioni, poiché questa contiene le informazioni desunte dalle osservazioni precedenti. Questo si usa per produrre una rappresentazione tridimensionale della temperatura, dell'umidità e del vento chiamata analisi meteorologica, che costituisce la stima del modello sullo stato attuale dell'atmosfera.

### Modelli numerici di previsione meteorologica

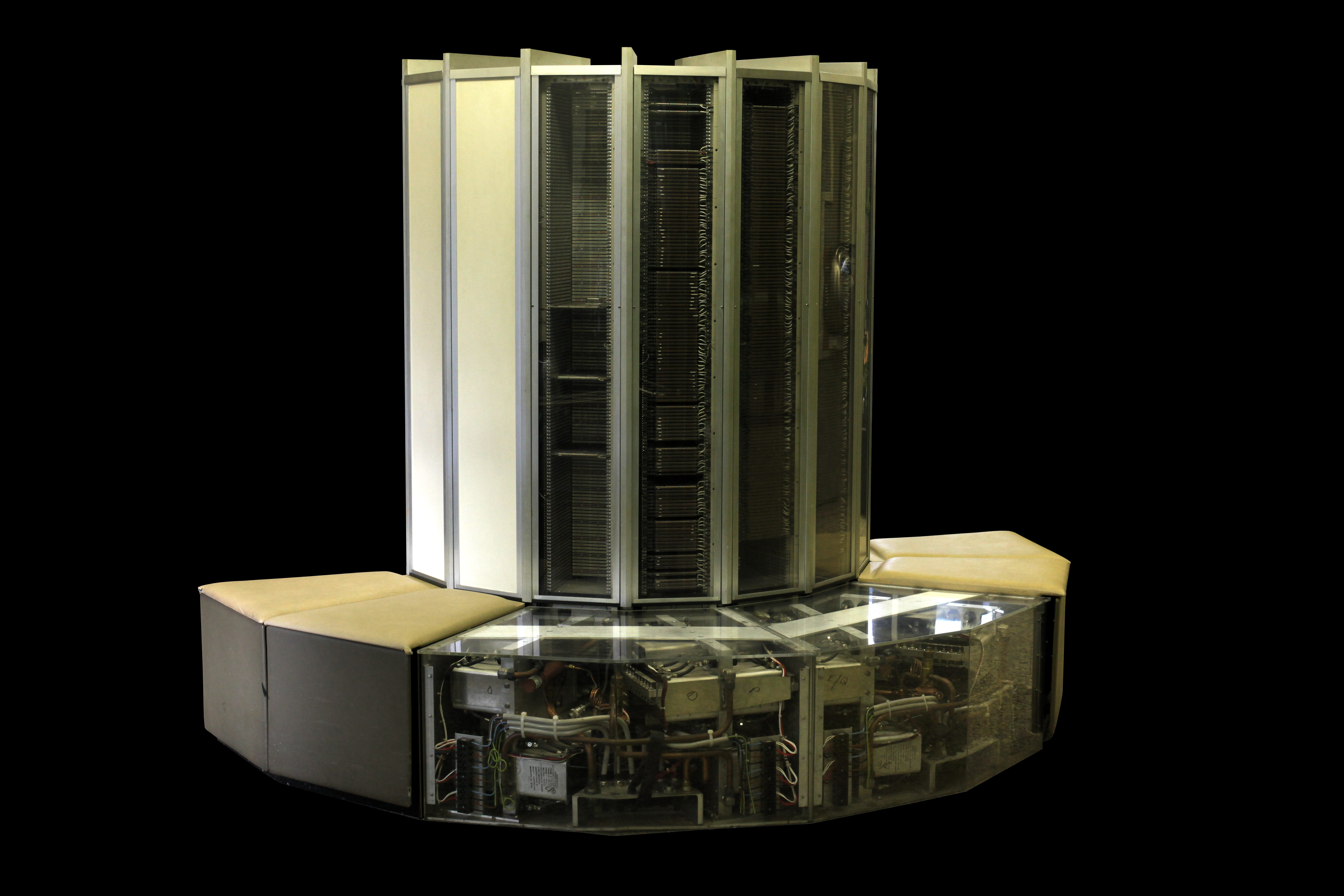
Esempio di supercomputer, utilizzato dalla previsioni meteo per elaborare gradi flussi di dati in poco tempo

A partire dagli input dei dati iniziali, di cui sopra, i modelli meteorologici calcolano l'evoluzione dello stato futuro dell'atmosfera rispetto ai parametri o incognite del set di equazioni fondamentali. Tali modelli, non risolvibili analiticamente, vengono risolti numericamente al calcolatore e si parla dunque di modelli numerici di previsione meteorologica. A causa della natura intrinsecamente caotica dell'atmosfera il limite temporale di una previsione affidabile, ovvero non affetta da errori significativi, tramite modelli si aggira intorno ai 7-15 giorni.
I modelli numerici di previsione meteorologica sono simulazioni informatiche dell'atmosfera attraverso l'uso di supercomputer. Esse fanno evolvere lo stato dell'atmosfera in avanti nel tempo usando le leggi della fisica, in particolare del trasferimento radiativo e della fluidodinamica, inizializzando le variabili delle equazioni differenziali con i dati meteorologici precedentemente raccolti e pre-elaborati ovvero sfruttando l'analisi meteorologica precedente come punto di partenza della prognosi. Le complicate equazioni che governano il modo in cui lo stato di un fluido cambia nel tempo e irrisolvibili analiticamente richiedono tecniche di analisi numerica, da cui i detti modelli numerici, accoppiate all'uso di supercomputer per risolverle. Il risultato del modello fornisce la base della previsione meteorologica.
Si distingue tra modelli a scala emisferica adatti per previsioni continentali e/o globali e modelli a scala locale o area limitata (LAM) per previsioni regionali, ottenuti a partire da procedure di downscaling a partire dai modelli globali. Spesso l'occhio del meteorologo riesce a leggere l'evoluzione futura della circolazione atmosferica a grandi linee, ovvero a scala sinottica, al di là del range operativo dei modelli stessi che attualmente raggiunge i 7-15 giorni, grazie a conoscenze legate, ad esempio, alle teleconnessioni atmosferiche o ancora una volta al metodo delle analogie. Esempi di modelli meteorologici sono il RAMs, il BOLAM, il DALAM, l'MM5 ecc.
Negli ultimi anni si sono sviluppate e affinate nuove e più efficaci tecniche di previsione tramite modelli, dette previsioni di insieme o di ensemble, le quali consentono di ridurre l'incertezza intrinseca della previsione, dovuta alla sensibilità alle condizioni iniziali del modello, operando una media degli output (run) del modello stesso a partire da condizioni iniziali diverse comprese all'interno dei loro limiti di approssimazione e/o troncamento. Allo stesso modo è stato possibile ottenere delle previsioni ancora più accurate, dette Multimodel ensemble, riducendo l'incertezza intrinseca dei vari modelli (dovuta ai diversi metodi di risoluzione numerica e alle diverse parametrizzazioni dei processi) attraverso la media delle corse (run) dei vari modelli pesate con la probabilità di successo riscontrata dei modelli stessi.

### Post-elaborazione dei risultati dei modelli
L'uso dei modelli fisico-matematici sempre più raffinati e affidabili ha aiutato di molto il lavoro del meteorologo, il cui compito rimane quello di interpretare correttamente e adattare la previsione (output) dei modelli, sulla scorta delle proprie conoscenze empiriche acquisite, alle situazioni particolari che si verificano su un dato territorio per il quale i modelli risultano ancora piuttosto approssimativi compiendo errori significativi (es. stima della nuvolosità, della precipitazione ecc.).
Il risultato grezzo è spesso modificato prima di essere presentato come previsione. Questa elaborazione può assumere la forma di tecniche statistiche per eliminare le distorsioni del modello, o di un aggiustamento per tenere conto del consenso fra altre previsioni meteorologiche di tipo numerico. Il MOS o model output statistics ("statistica dei risultati di modelli") è una tecnica usata per interpretare il risultato del modello numerico e produrre istruzioni specifiche per ogni sito. Tali istruzioni sono presentate in forma numerica codificata, e possono essere ottenute per quasi tutte le stazioni di rapporto del Servizio Meteorologico Nazionale degli Stati Uniti.

### Visualizzazione su carte meteorologiche

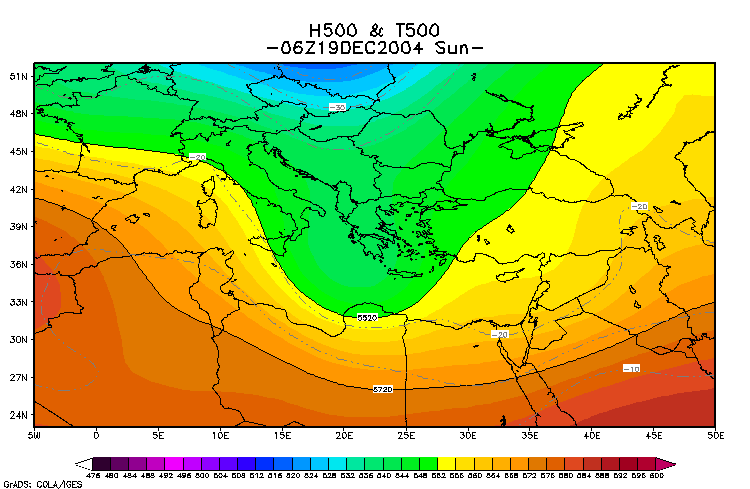
Esempio di Carta meteorologica

Ciascun parametro atmosferico ottenuto come output dai modelli numerici di previsione è rappresentabile e visualizzabile sulle carte meteorologiche pronte all'uso del meteorologo che affinerà la previsione su un territorio sulla scorta delle sue conoscenze empiriche personali laddove statisticamente il modello presenta lacune. A volte come nel caso di previsioni locali, essendo la previsione affetta da inevitabili errori, vengono forniti valori di probabilità per il verificarsi del particolare fenomeno atmosferico previsto.

### Centri previsionali di raccolta dati e calcolo
In Europa i grandi centri di raccolta dati da satellite e stazioni meteo al suolo e successivo, calcolo, elaborazione, previsione meteo tramite modelli sono quelli di Darmstadt in Germania, sede dell'EUMETSAT, e di Reading in Gran Bretagna noto come CEPMMT (Centro Europeo di Previsione Meteorologica a Medio Termine) ciascuno con il proprio modello numerico di previsione. Negli Stati Uniti si occupa di previsioni meteorologiche il NCEP (National Center for Environmental Predictions). In Italia l'organo competente ufficiale è il Centro Meteorologico dell'Aeronautica Militare, mentre altro centro importante privato è il centro Centro Epson Meteo.

## Affidabilità e limiti
Le previsioni del tempo sono state per lungo tempo ritenute e criticate dall'opinione pubblica come fallaci e non affidabili e la stessa meteorologia non considerata una scienza esatta sia pur basata anch'essa sull'osservazione sperimentale.
Questo fatto, in parte vero nei risultati fino agli inizi degli anni 2000, è dovuto essenzialmente alla natura complessa e caotica del macrosistema accoppiato atmosfera-oceano il cui studio ha permesso di ricavare e applicare ai modelli matematici di previsione leggi fisiche di natura non-lineare come quelle della dinamica dei fluidi (equazioni di Navier-Stokes) per le quali non esiste ancora una soluzione matematico-analitica (se non in casi estremamente semplificati), ma solo una soluzione approssimata attraverso metodi numerici (discretizzazione) al calcolatore (quindi affetta da inevitabili errori) e la cui dipendenza sensibile dalle condizioni iniziali, tipica dei sistemi non lineari ovvero caotici, fa sì che la previsione perda progressivamente di affidabilità aumentando l'intervallo temporale di prognosi per l'amplificazione dell'errore iniziale.
A questo si aggiunge una conoscenza non completa ed esatta dello stato fisico iniziale dell'atmosfera dovuta a incertezze/errori e non omogeneità di registrazione dei dati iniziali e una conoscenza non completa del sistema fisico in oggetto con l'utilizzo di uno o più schemi di parametrizzazione a basse scale di risoluzione. Ad esempio statisticamente si rilevano situazioni atmosferico-meteorologiche di più facile previsione per i modelli ed altre meno, dovute alla maggiore o minore comprensione del comportamento dell'atmosfera nella descrizione fornita dal modello stesso della situazione d'interesse. Pur tuttavia nell'ultimo decennio si sono ottenuti notevoli miglioramenti nelle tecniche di previsione nell'ambito dei modelli numerici di previsione meteorologica e l'affidabilità delle previsioni è notevolmente aumentata nell'arco temporale dei 6 giorni, mentre dai 6 ai 15 giorni si riescono ad ottenere spesso utili linee generali di tendenza.
La previsione meteorologica tramite modelli matematici è dunque affetta da limiti teorici di predicibilità intrinseci alla natura stessa del sistema cioè alla descrizione matematica del comportamento del sistema atmosfera-oceano. Per prognosi su scale temporali più lunghe (mensili, stagionali, annuali) occorre passare a previsioni stagionali, tuttora in fase sperimentale, ed infine a previsioni climatiche che, applicando principi diversi, rinunciano al livello di dettaglio tipico delle previsioni meteorologiche offrendo indicazioni relativamente ai trend generali previsti cioè a medie generalizzate nello spazio e nel tempo delle grandezze meteorologiche di interesse.

### Critiche
Alcuni lavoratori del settore turistico e alberghiero criticano fortemente gli errori meteorologici sostenendo che le disdette e mancate prenotazioni da parte dei clienti in hotel, bed and breakfast, case vacanze e villaggi turistici a causa di errate previsioni meteorologiche danneggia questi settori economici.

## Usi pubblici

Un esempio di una previsione meteorologica a due giorni nello stile visivo che potrebbe usare un giornale americano. Le temperature sono espresse in Fahrenheit.

La maggior parte degli utenti finali delle previsioni meteorologiche fanno parte del pubblico generale, che ha interesse a conoscere l'evoluzione delle condizioni atmosferiche, specialmente se è sfavorevole, atteso che il maltempo può causare gravi problemi. In generale dunque le previsioni del tempo hanno una valenza in termini di pubblica sicurezza ed economica per vari tipi di attività sociale, dall'agricoltura al turismo e ai trasporti. I temporali ad esempio possono creare forti venti, precipitazioni abbondanti e pericolosi colpi di fulmine che possono causare vittime e/o interruzioni di corrente e danni estesi per la grandine. La neve o la pioggia pesante possono bloccare i trasporti e/o le attività commerciali, come pure causare inondazioni nelle aree sotto il livello del mare. Le ondate eccessive di calore o di freddo possono far ammalare o morire le persone prive di adeguati impianti, e le siccità possono impattare sulle risorse idriche e distruggere la vegetazione.
Parecchi paesi utilizzano agenzie governative per fornire previsioni meteo e vigilanze/avvisi/consulenze al pubblico al fine di proteggere la vita e i beni e tutelare gli interessi commerciali. La conoscenza di ciò di cui l'utente finale necessita da una previsione del tempo deve essere tenuta in considerazione per presentare l'informazione in modo utile e comprensibile. Gli esempi includono il National Weather Service (NWS) della National Oceanic and Atmospheric Administration negli Stati Uniti, il Meteorological Service (MSC) dell'Environment Canada in Canada e il Servizio Meteorologico dell'Aeronautica Militare in Italia. Tradizionalmente, giornali, televisione e radio sono stati i canali primari per presentare al pubblico le informazioni sulle previsioni meteo. Negli ultimi anni, sempre di più si usa Internet, grazie alla vasta quantità di informazioni specifiche che si possono trovare. In tutti i casi, questi canali aggiornano le loro previsioni a cadenza regolare.

### Allarmi e avvisi di tempo critico

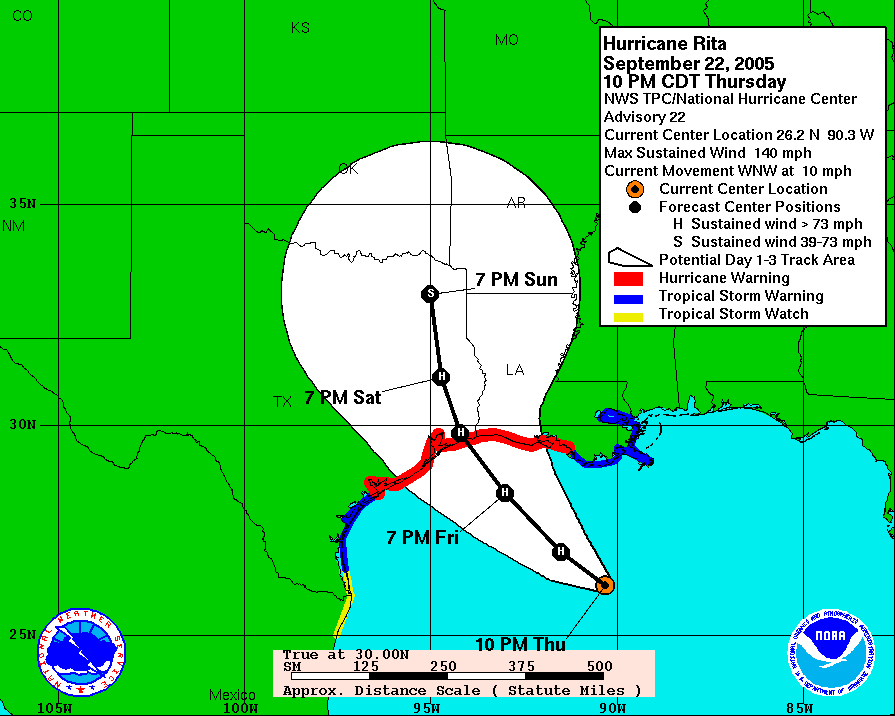
Le moderne previsioni meteorologiche aiutano a prevenire fenomeni atmosferici devastanti come gli uragani, evacuando per tempo la popolazione ed evitando così danni alle persone e alle proprietà.

Una parte importante delle moderne previsioni meteorologiche sono gli allarmi e gli avvisi che i servizi meteorologici nazionali emanano nel caso in cui ci si attendano condizioni di tempo critico o rischioso, al fine di proteggere la vita e i beni delle persone. Alcuni degli avvisi di tempo critico più comunemente conosciuti sono quelli contro i temporali ed i tornado, che negli Stati Uniti vengono distinti tra "sorveglianza" (watch), che indica una sorta di preallarme, quando le condizioni meteo sono favorevoli allo sviluppo del temporale o del tornado in o vicino ad una certa area, e "avviso" vero e proprio (warning), per segnalare ad una determinata area che il temporale o tornado è imminente. Altre forme di avvisi riguardano il tempo invernale, il vento forte, le inondazioni, i cicloni tropicali e la nebbia.
In Italia, gli avvisi e gli allarmi sulle condizioni meteorologiche sono forniti dal Servizio Meteorologico dell'Aeronautica Militare: gli avvisi si riferiscono a "condizioni meteorologiche particolarmente avverse", mentre gli allarmi riguardano "eventi meteo estremi". Qualora gli eventi atmosferici previsti possano configurare rischi per la popolazione, scattano gli allarmi meteo del Dipartimento della Protezione Civile, attraverso i cosiddetti "bollettini di vigilanza meteo nazionale", ai quali potranno seguire le eventuali azioni preventive. Gli avvisi e gli allarmi di tempo critico sono trasmessi attraverso i mezzi di comunicazione, compresa la radio, usando sistemi di emergenza che possono anche interrompere la programmazione regolare: negli Stati Uniti, ad esempio, è utilizzato il cosiddetto Emergency Alert System.

### Traffico aereo

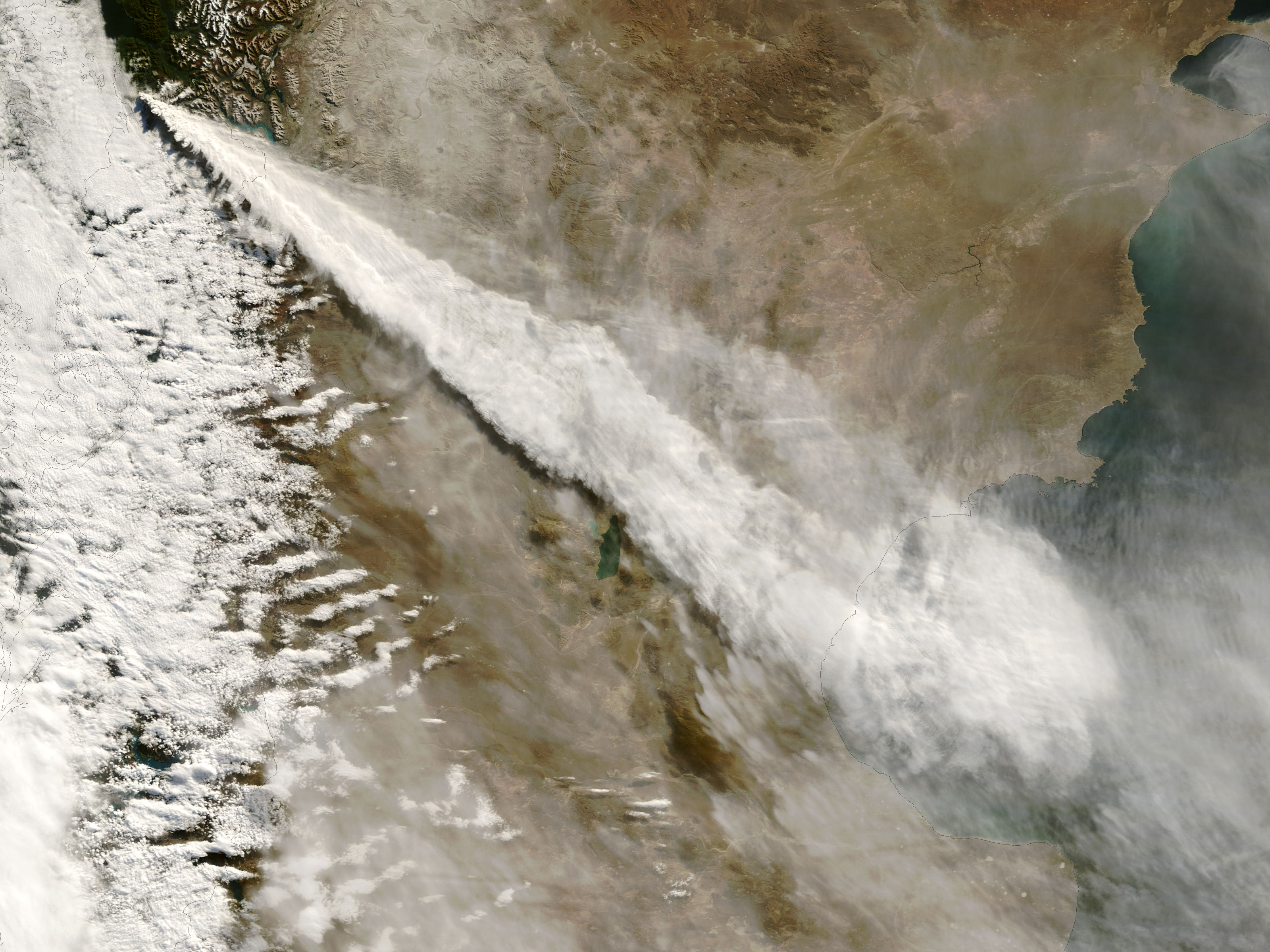
Nube di cenere dall'eruzione del 2008 del vulcano Chaitén che si allunga su tutta la Patagonia dall'Oceano Pacifico all'Atlantico.

Poiché l'industria aeronautica è particolarmente sensibile al tempo, l'accuratezza delle previsioni meteorologiche è essenziale. La nebbia o banchi eccezionalmente bassi possono impedire a molti aeroplani di atterrare o decollare. La turbolenza e il congelamento sono anch'essi significativi fattori di rischio durante il volo. I temporali sono un problema per tutti gli aeroplani a causa delle gravi turbolenze dovute alle loro correnti ascensionali e ai loro fronti a raffica, che si congelano a causa della forte precipitazione, come pure la grossa grandine, i venti forti e il fulmine, che possono tutti causare gravi danni ad un aeroplano in volo. Anche la cenere vulcanica è un problema significativo per l'aviazione, in quanto gli aeroplani dentro le nubi di cenere possono perdere potenza ai motori. Giorno per giorno gli aerei di linea sono istradati per avvantaggiarsi del vento di coda delle correnti a getto per migliorare l'efficienza del carburante. Gli equipaggi degli aerei sono ragguagliati prima del decollo sulle condizioni che ci si devono attendere lungo la rotta e a destinazione. In aggiunta, gli aeroporti spesso cambiano la pista che viene utilizzata per avvantaggiarsi di un vento di testa. Questo riduce la distanza richiesta per il decollo, ed elimina i potenziali venti di traverso.

### Traffico marittimo
L'uso commerciale e ricreativo delle vie d'acqua può essere significativamente limitato dalla direzione e dalla velocità del vento, dalla periodicità e dalle altezze delle onde, dalle maree e dalle precipitazioni. Questi fattori possono ciascuno influenzare la sicurezza del transito marittimo. Conseguentemente, sono stati stabiliti una varietà di codici per trasmettere in modo efficiente previsioni del tempo marino dettagliate ai piloti delle imbarcazioni via radio, ad esempio negli Stati Uniti con il sistema MAFOR (marine forecast). Le tipiche previsioni del tempo possono essere ricevute in mare attraverso l'uso dei sistemi RTTY, Navtex e Radiofax.

### Agricoltura
Gli agricoltori fanno affidamento sulle previsioni meteorologiche per decidere che lavoro fare in un qualsiasi particolare giorno. Ad esempio, essiccare il fieno è fattibile soltanto con il tempo secco. I periodi di secchezza prolungati però possono rovinare le colture di cotone, frumento e mais. Mentre le colture di mais possono essere rovinate dalla siccità, i loro avanzi possono essere usati come sostituto del mangime per il bestiame sotto forma di insilato. I freddi intensi e le gelate distruggono le colture sia durante la primavera che l'autunno. Ad esempio, gli alberi di pesco in piena fioritura possono avere il loro raccolto potenziale di pesche decimato da una gelata primaverile. Gli aranceti possono soffrire danni significativi durante i freddi intensi e le gelate, indipendentemente dalla loro tempistica.

### Attività forestali
Le previsioni meteorologiche del vento, delle precipitazioni e dell'umidità sono essenziali per prevenire e controllare gli incendi boschivi. Diversi indici, come il Forest fire weather index ("indice meteorologico degli incendi forestali") e l'indice di Haines, sono stati sviluppati per predire le aree più a rischio d'incendio per cause naturali o umane. Anche le condizioni per lo sviluppo di insetti dannosi possono essere predette mediante la previsione dell'evoluzione del tempo.

### Società di servizi pubblici

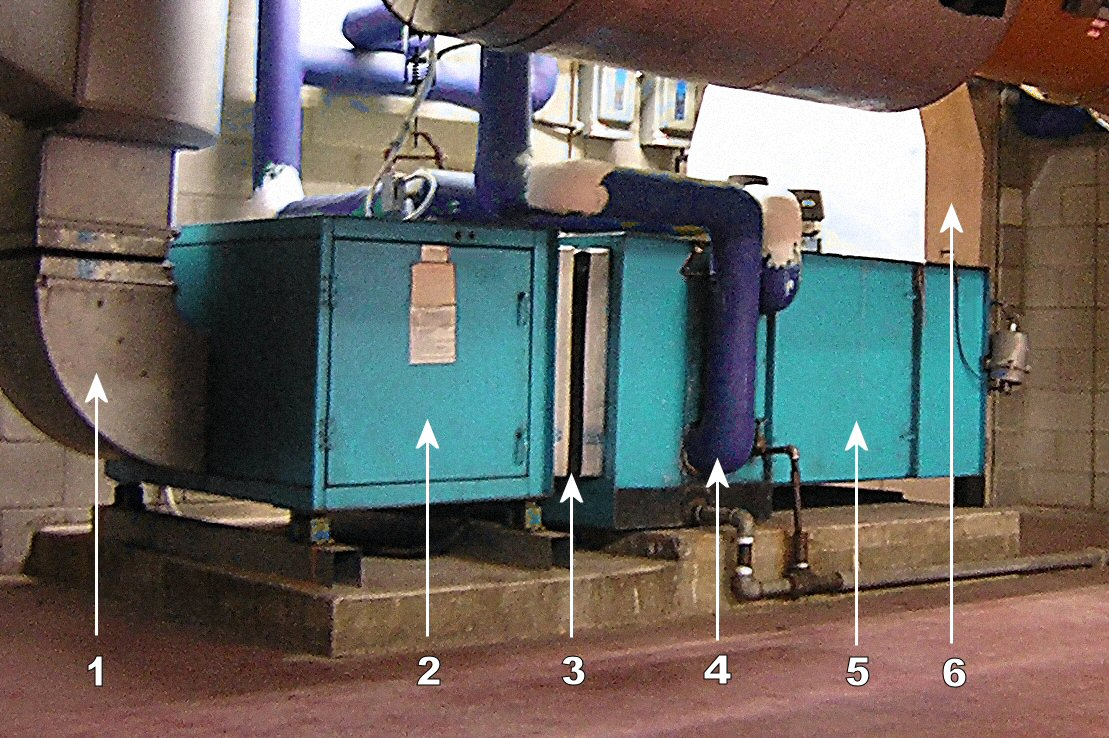
Un'unità di climatizzazione è usata per il riscaldamento ed il raffreddamento dell'aria in una località centrale (cliccare sull'immagine per la legenda).

Le società dell'elettricità e del gas fanno affidamento sulle previsioni meteorologiche per anticipare la domanda, che può essere fortemente influenzata dal tempo. Esse utilizzano la quantità denominata "gradi giorno" per determinare quanto forte sarà l'uso dell'elettricità o del gas per il riscaldamento (gradi giorno di riscaldamento) o per il raffreddamento (gradi giorno di raffreddamento). Queste quantità sono basate su una temperatura media giornaliera di 65 °F (18 °C). 
Temperature più fredde aumentano i gradi giorno di riscaldamento (uno per grado Fahrenheit), mentre temperature più calde abbassano i gradi giorno di raffreddamento. In inverno, il tempo molto rigido può causare un innalzamento della domanda quando la gente accende il riscaldamento. Similmente, in estate un innalzamento della domanda può essere collegato all'accresciuto uso dei sistemi di condizionamento dell'aria con il tempo afoso. Anticipando un innalzamento della domanda, le società di servizi pubblici possono acquistare riserve addizionali di energia elettrica o di gas naturale prima che il prezzo aumenti oppure, in alcune circostanze, le riserve sono limitate attraverso l'uso delle interruzioni totali di corrente (black out) o degli abbassamenti di tensione (brownout).

### Settore privato
Sempre di più, società private pagano per previsioni del tempo fatte su misura per le loro necessità, al fine di poter aumentare i loro profitti o evitare grandi perdite. Ad esempio, le catene di supermercati possono cambiare gli assortimenti sui loro scaffali in anticipazione di differenti abitudini di spesa dei consumatori in differenti condizioni meteorologiche. Le previsioni meteorologiche possono essere usate per investire nei mercati delle derrate, come i future in arance, frumento, fagioli di soia e olio.

### Applicazioni militari

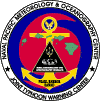
Emblema del Joint Typhoon Warning Center (JTWC)

Similmente al settore privato, i meteorologi militari presentano le condizioni del tempo alla comunità dei combattenti di guerra. I meteorologi militari forniscono bollettini meteo prima e durante il volo ai piloti e servizi di protezione delle risorse in tempo reale per le installazioni militari. La Marina degli Stati Uniti fornisce uno speciale servizio sia a sé stessa che al resto del governo federale emettendo previsioni per i cicloni tropicali nel Pacifico e nell'Oceano Indiano attraverso il suo Joint Typhoon Warning Center ("Centro congiunto di allerta sui tifoni").

#### Stati Uniti
All'interno degli Stati Uniti, quattro rami delle forze armate hanno tecniche indipendenti di previsione meteorologica fatte su misura per le loro specifiche necessità: i meteorologi della Marina coprono le acque e le previsioni meteo navali; i meteorologi dell'Aeronautica si occupano delle operazioni aeree sia in tempo di guerra che in tempo di pace e forniscono supporto all'Esercito; gli esperti di scienze marine della Guardia Costiera degli Stati Uniti forniscono previsioni navali per i rompighiaccio e varie altre operazioni nel loro settore; mentre i meteorologi dei Marines forniscono supporto per le operazioni a terra e in aria del Corpo dei Marines degli Stati Uniti. Tutti e quattro i rami militari svolgono il loro iniziale addestramento meteorologico presso la Base Aeronautica di Keesler. I meteorologi militari e civili cooperano attivamente nell'analizzare, creare e criticare i prodotti delle previsioni meteorologiche.

### Agenzie meteorologiche
Queste sono organizzazioni meteorologiche non governative.
- 3bmeteo, su 3bmeteo.com.
- Meteoplanet. previsioni meteorologiche, articoli scientifici e webcam
- Meteocentrale. URL consultato il 19 maggio 2021 (archiviato dall'url originale l'11 maggio 2021). previsioni meteorologiche in inglese, tedesco, francese ed italiano
- Servizio Meteo Nazionale. URL consultato l'8 febbraio 2014 (archiviato dall'url originale il 25 febbraio 2014). /  InMeteo. URL consultato il 23 gennaio 2020 (archiviato dall'url originale l'8 febbraio 2014). - Previsioni meteo sul territorio italiano

Queste sono organizzazioni meteorologiche accademiche o governative. La maggior parte forniscono sul loro sito almeno una limitata previsione per la loro area d'interesse.
- Organizzazione Meteorologica Mondiale (World Meteorological Organization), su wmo.int.
- Centro Europeo per le Previsioni Meteorologiche a Medio Termine (European Centre for Medium Range Weather Forecasting, ECMWF), su ecmwf.int.
- Ufficio Australiano di Meteorologia, su bom.gov.au.
- Reale Istituto Meteorologico del Belgio, su meteo.be.
- Ufficio Meteorologico del Canada per l'Ambiente, su weatheroffice.ec.gc.ca. URL consultato il 24 marzo 2010 (archiviato dall'url originale il 29 aprile 2005).
- Istituto Meteorologico Finlandese, su fmi.fi.
- French National Meteorological Service, su meteofrance.com. URL consultato il 24 marzo 2010 (archiviato dall'url originale il 14 maggio 2008).
- Dipartimento Meteorologico Indiano (Indian Meteorological Department, IMD), su imd.gov.in.
- Centro Nazionale per le Previsioni Meteorologiche a Medio Termine (National Centre for Medium Range Weather Forecast, NCMRWF), su ncmrwf.gov.in. URL consultato il 15 settembre 2019 (archiviato dall'url originale il 25 aprile 2019).
- Istituto Indiano di Meteorologia Tropicale (Indian Institute of Tropical Meteorology, IITM), su tropmet.res.in.
- Laboratorio Nazionale di Ricerca Atmosferica (National Atmospheric Research Laboratory, NARL), su narl.gov.in. URL consultato il 6 novembre 2018 (archiviato dall'url originale il 15 giugno 2018).
- Dipartimento Meteorologico Pakistano, su pakmet.com.pk. URL consultato il 21 febbraio 2020 (archiviato dall'url originale il 1º settembre 2010).
- Servizio Meteorologico Nazionale Ellenico (Grecia), su meteo.gov.gr.
- Osservatorio di Hong Kong, su hko.gov.hk.
- Met Éireann (Irlanda), su met.ie.
- Servizio Meteorologico dell'Aeronautica Militare, su meteoam.it.
- Ente Meteorologico della Corea, su web.kma.go.kr.
- Servizio Meteo della Nuova Zelanda, su metservice.com.
- Servizio Meteorologico Sudafricano, su un.org.
- (EN) Meteo Suisse (Agenzia Meteorologica Svizzera).
- Ufficio Meteo del Regno Unito, su metoffice.gov.uk.
- yr.no (un servizio meteorologico congiunto dell'Istituto Meteorologico Norvegese (met.no) e della Radiotelevisione Norvegese (NRK)), su yr.no. URL consultato il 3 maggio 2019 (archiviato dall'url originale il 7 aprile 2019).

### Altri collegamenti esterni
- Luca Mercalli, Valentina Acordon, Claudio Castellano, Claudio Cassardo, PREVISIONI METEOROLOGICHE, in XXI secolo, Istituto dell'Enciclopedia Italiana, 2009-2010.
- (EN) John J. Cahir, weather forecasting, su Enciclopedia Britannica, Encyclopædia Britannica, Inc.
- (EN) medium-range weather forecasting, su Enciclopedia Britannica, Encyclopædia Britannica, Inc.
- (EN) Storia economica ed impatto delle previsioni meteorologiche. URL consultato il 22 ottobre 2017 (archiviato dall'url originale il 3 maggio 2007). da EH.net
- (EN) Previsioni meteorologiche dinamiche. URL consultato il 21 gennaio 2018 (archiviato dall'url originale il 6 ottobre 2009). Strumento educativo in linea dell'Università Statale dell'Iowa per le previsioni meteorologiche
- (EN) Previsioni meteorologiche fornite in forma visuale (Yowindow), su yowindow.com.

| Controllo di autorità | LCCN (EN) sh85145853 · GND (DE) 4079256-0 · J9U (EN, HE) 987007553653505171 · NDL (EN, JA) 00572832 |